# Хоккейный клуб Оксфордского университета

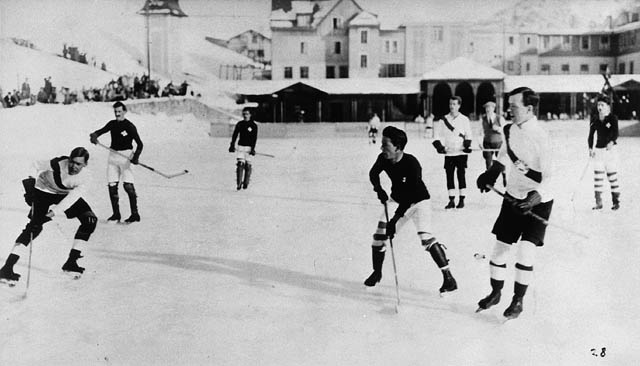
Матч команды в 1922 году

Хоккейный клуб Оксфордского университета (англ. Oxford University Ice Hockey Club) — английский профессиональный хоккейный клуб из Оксфорда, представляющий Оксфордский университет. Основан в 1885 году, считается одним из старейших хоккейных коллективов в мире. Ныне выступает в Южной конференции Хоккейной ассоциации британских университетов.
Победитель первого в истории розыгрыша Кубка Шпенглера (1923).
С 1985 года команда входит в Зал хоккейной славы.

## История
Официальной датой основания клуба традиционно считается 1885 год, когда оксфордские студенты провели товарищескую встречу с соперниками из Кембриджа.
Матч прошел на площадке возле Бленхеймского дворца, капитаном «Оксфорда» выступил будущий всемирно известный игрок в крикет Бернард Бозанкет.
С введением стипендии Родса лучшие канадские игроки Оксфордского университета сформировали собственную любительскую команду под названием "Оксфорд канадианс", но после Первой мировой войны в команду Оксфордского университета вошли также многие деятели спорта, науки, культуры и политики.
Среди таких игроков были премьер-министр Канады Лестер Б. Пирсон, генерал-губернатор Канады Роланд Миченер, известный адвокат Джордж Ф. Г. Стэнли, 30-й президент НХЛ Кларенс Кэмпбелл, премьер-министр провинции Саскачеван и королевский адвокат Аллан Блейкни, член Верховного суда Канады Рональд Мартленд и политик Отто Ланг.
Укрепившись таким образом, клуб выиграл Кубок Шпенглера в 1923, 1925 и 1931 годах.
С 2004 года команда выступает в Южной конференции Хоккейной ассоциации британских университетов.

## Достижения клуба
Обладатель Кубка Шпенглера (3): 1923, 1925, 1931.
Член Зала хоккейной славы (с 1985 года).